# Campionato Primavera 2014-2015
Il Campionato Primavera TIM - Trofeo "Giacinto Facchetti" 2014-2015 è stata la 53ª edizione del Campionato Primavera.
Il detentore del trofeo era il Chievo.
Il Torino si è laureato Campione d'Italia per la nona volta battendo in finale la Lazio dopo i calci di rigore.

## Regolamento
Il Campionato Primavera si articola in tre fasi:
- Gironi eliminatori: le 42 società partecipanti sono divise in tre gironi di 14 squadre. Al termine di questa fase, le prime due società classificate di ogni girone accedono direttamente alla fase finale.
- Turno di qualificazione alla fase finale: vi accedono 8 società: le terze e quarte classificate di ciascun girone e le due migliori quinte che si affrontano in quarti di finale e semifinali. Le due società vincenti accedono alla fase finale.
- Fase finale: le otto squadre qualificate si affrontano in gare a eliminazione diretta (quarti di finale, semifinali e finale).[1]

## Fase a gironi

### Girone A

#### Allenatori
| Squadra    | Allenatore       |                | Squadra            | Allenatore     |
| ---------- | ---------------- | -------------- | ------------------ | -------------- |
| Bologna    | Leonardo Colucci |                | Pro Vercelli       | Antonio Pigino |
| Carpi      | Enrico Bortolas  | Sampdoria      | Enrico Chiesa      |                |
| Fiorentina | Federico Guidi   | Spezia         | Fabio Gallo        |                |
| Genoa      | Giovanni Fasce   | Torino         | Moreno Longo       |                |
| Juventus   | Fabio Grosso     | Trapani        | Luigi Garzya       |                |
| Modena     | Simone Barone    | Varese         | Gianluca Antonelli |                |
| Parma      | Hernán Crespo    | Virtus Entella | Nicola Tarroni     |                |

#### Classifica
| Pos. | Squadra        | Pt | G  | V  | N | P  | GF | GS | DR  |
| ---- | -------------- | -- | -- | -- | - | -- | -- | -- | --- |
| 1.   | Fiorentina     | 60 | 26 | 19 | 3 | 4  | 66 | 27 | +39 |
| 2.   | Torino         | 57 | 26 | 17 | 6 | 3  | 57 | 24 | +33 |
| 3.   | Spezia         | 55 | 26 | 18 | 1 | 7  | 67 | 35 | +32 |
| 4.   | Juventus       | 53 | 26 | 17 | 2 | 7  | 56 | 30 | +26 |
| 5.   | Sampdoria      | 46 | 26 | 14 | 4 | 8  | 49 | 36 | +13 |
| 6.   | Parma          | 43 | 26 | 12 | 7 | 7  | 47 | 42 | +5  |
| 7.   | Virtus Entella | 41 | 26 | 12 | 5 | 9  | 32 | 35 | -3  |
| 8.   | Pro Vercelli   | 38 | 26 | 10 | 8 | 8  | 41 | 34 | +7  |
| 9.   | Bologna        | 29 | 26 | 8  | 5 | 13 | 25 | 33 | -8  |
| 10.  | Carpi          | 24 | 26 | 7  | 3 | 16 | 22 | 44 | -22 |
| 11.  | Trapani        | 22 | 26 | 6  | 4 | 16 | 24 | 59 | -35 |
| 12.  | Genoa          | 19 | 26 | 5  | 4 | 17 | 24 | 42 | -18 |
| 13.  | Modena         | 16 | 26 | 4  | 4 | 18 | 18 | 50 | -32 |
| 14.  | Varese         | 13 | 26 | 3  | 4 | 19 | 21 | 58 | -37 |

Legenda:

      Ammesse alla fase finale.
      Ammesse al turno di qualificazione.
Note:

Tre punti a vittoria, uno a pareggio, zero a sconfitta.

#### Risultati
| andata       | 1ª giornata          | ritorno      |
| 30 ago. 2014 |                      | 17 gen. 2015 |
| 2-1          | Genoa-Bologna        | 1-1          |
| 2-5          | Modena-Pro Vercelli  | 1-1          |
| 1-1          | Parma-Virtus Entella | 2-1          |
| 2-6          | Spezia-Fiorentina    | 1-2          |
| 4-0          | Torino-Carpi         | 3-0          |
| 1-2          | Trapani-Sampdoria    | 0-1          |
| 1-4          | Varese-Juventus      | 3-4          |

| andata       | 4ª giornata             | ritorno      |
| 27 set. 2014 |                         | 21 feb. 2015 |
| 2-0          | Bologna-Varese          | 0-0          |
| 1-1          | Carpi-Parma             | 0-1          |
| 1-0          | Fiorentina-Modena       | 5-0          |
| 4-0          | Juventus-Virtus Entella | 1-0          |
| 0-1          | Pro Vercelli-Genoa      | 2-0          |
| 0-3          | Sampdoria-Torino        | 1-1          |
| 7-0          | Spezia-Trapani          | 3-1          |

| andata       | 7ª giornata            | ritorno      |
| 25 ott. 2014 |                        | 14 mar. 2015 |
| 2-3          | Bologna-Sampdoria      | 0-1          |
| 0-5          | Carpi-Spezia           | 1-3          |
| 2-1          | Fiorentina-Juventus    | 3-2          |
| 1-1          | Genoa-Parma            | 0-1          |
| 3-0          | Pro Vercelli-Varese    | 1-0          |
| 2-1          | Torino-Modena          | 1-0          |
| 1-1          | Virtus Entella-Trapani | 2-0          |

| andata       | 10ª giornata           | ritorno      |
| 22 nov. 2014 |                        | 18 apr. 2015 |
| 1-2          | Carpi-Fiorentina       | 0-2          |
| 1-3          | Genoa-Spezia           | 0-3          |
| 2-1          | Juventus-Torino        | 1-2          |
| 2-0          | Parma-Modena           | 2-1          |
| 0-2          | Pro Vercelli-Sampdoria | 2-2          |
| 0-1          | Varese-Trapani         | 4-2          |
| 2-2          | Virtus Entella-Bologna | 3-0          |

| andata       | 13ª giornata          | ritorno      |
| 13 dic. 2014 |                       | 16 mag. 2015 |
| 2-0          | Fiorentina-Bologna    | 0-1          |
| 3-1          | Genoa-Carpi           | 2-1          |
| 2-1          | Modena-Virtus Entella | 1-2          |
| 2-1          | Parma-Juventus        | 2-6          |
| 1-2          | Spezia-Sampdoria      | 4-3          |
| 1-0          | Torino-Varese         | 0-0          |
| 0-2          | Trapani-Pro Vercelli  | 2-1          |

| andata       | 2ª giornata          | ritorno      |
| 13 set. 2014 |                      | 24 gen. 2015 |
| 5-0          | Bologna-Trapani      | 0-2          |
| 0-1          | Carpi-Varese         | 3-0          |
| 3-1          | Fiorentina-Parma     | 2-2          |
| 3-2          | Juventus-Spezia      | 0-1          |
| 2-2          | Pro Vercelli-Torino  | 2-1          |
| 3-3          | Sampdoria-Modena     | 1-0          |
| 3-2          | Virtus Entella-Genoa | 1-0          |

| andata      | 5ª giornata          | ritorno      |
| 4 ott. 2014 |                      | 28 feb. 2015 |
| 0-0         | Genoa-Juventus       | 0-1          |
| 1-0         | Modena-Trapani       | 0-1          |
| 2-1         | Parma-Sampdoria      | 2-2          |
| 1-2         | Pro Vercelli-Bologna | 0-0          |
| 2-2         | Torino-Fiorentina    | 2-3          |
| 0-1         | Varese-Spezia        | 1-2          |
| 2-0         | Virtus Entella-Carpi | 2-0          |

| andata      | 8ª giornata           | ritorno     |
| 1 nov. 2014 |                       | 4 apr. 2015 |
| 0-2         | Genoa-Sampdoria       | 3-7         |
| 3-1         | Juventus-Carpi        | 2-1         |
| 1-2         | Modena-Bologna        | 0-0         |
| 0-0         | Parma-Pro Vercelli    | 1-2         |
| 0-3         | Spezia-Torino         | 1-1         |
| 2-2         | Trapani-Fiorentina    | 1-4         |
| 1-2         | Varese-Virtus Entella | 0-1         |

| andata       | 11ª giornata            | ritorno     |
| 29 nov. 2014 |                         | 2 mag. 2015 |
| 1-0          | Bologna-Carpi           | 1-3         |
| 1-3          | Fiorentina-Pro Vercelli | 4-1         |
| 2-2          | Modena-Varese           | 0-4         |
| 1-2          | Sampdoria-Juventus      | 0-1         |
| 5-0          | Spezia-Virtus Entella   | 4-1         |
| 2-1          | Torino-Genoa            | 1-0         |
| 3-3          | Trapani-Parma           | 0-3         |

| andata       | 3ª giornata                 | ritorno      |
| 20 set. 2014 |                             | 31 gen. 2015 |
| 0-1          | Genoa-Fiorentina            | 1-3          |
| 0-1          | Modena-Carpi                | 0-1          |
| 1-2          | Parma-Spezia                | 1-3          |
| 2-1          | Torino-Bologna              | 3-0          |
| 2-2          | Trapani-Juventus            | 0-4          |
| 0-2          | Varese-Sampdoria            | 0-4          |
| 0-0          | Virtus Entella-Pro Vercelli | 2-1          |

| andata       | 6ª giornata               | ritorno     |
| 18 ott. 2014 |                           | 7 mar. 2015 |
| 3-0          | Fiorentina-Virtus Entella | 0-1         |
| 0-2          | Juventus-Pro Vercelli     | 4-1         |
| 1-0          | Modena-Genoa              | 1-0         |
| 4-2          | Parma-Varese              | 5-1         |
| 4-0          | Sampdoria-Carpi           | 0-3         |
| 2-0          | Spezia-Bologna            | 0-1         |
| 1-2          | Trapani-Torino            | 0-7         |

| andata      | 9ª giornata              | ritorno      |
| 8 nov. 2014 |                          | 11 apr. 2015 |
| 1-0         | Bologna-Juventus         | 1-2          |
| 1-1         | Carpi-Pro Vercelli       | 1-1          |
| 6-0         | Fiorentina-Varese        | 3-0          |
| 1-2         | Sampdoria-Virtus Entella | 1-0          |
| 2-0         | Spezia-Modena            | 5-0          |
| 3-2         | Torino-Parma             | 5-2          |
| 2-1         | Trapani-Genoa            | 2-0          |

| andata      | 12ª giornata          | ritorno     |
| 6 dic. 2014 |                       | 9 mag. 2015 |
| 1-2         | Bologna-Parma         | 0-1         |
| 1-0         | Carpi-Trapani         | 1-0         |
| 2-0         | Juventus-Modena       | 4-1         |
| 0-4         | Pro Vercelli-Spezia   | 7-1         |
| 1-3         | Sampdoria-Fiorentina  | 2-1         |
| 1-1         | Varese-Genoa          | 0-4         |
| 2-2         | Virtus Entella-Torino | 0-1         |

### Girone B

#### Allenatori
| Squadra    | Allenatore                                         |                 | Squadra           | Allenatore       |
| ---------- | -------------------------------------------------- | --------------- | ----------------- | ---------------- |
| Atalanta   | Valter Bonacina                                    |                 | Milan             | Cristian Brocchi |
| Brescia    | Ivan Javorčić (1ª-13ª) Davide Possanzini (14ª-26ª) | Perugia         | Valeriano Recchi  |                  |
| Cagliari   | Vittorio Pusceddu                                  | Pescara         | Massimo Oddo      |                  |
| Cesena     | Giuseppe Angelini                                  | Sassuolo        | Paolo Mandelli    |                  |
| Cittadella | Giulio Giacomin                                    | Udinese         | Luca Mattiussi    |                  |
| Chievo     | Lorenzo D'Anna                                     | Verona          | Massimo Pavanel   |                  |
| Inter      | Stefano Vecchi                                     | Virtus Lanciano | Salvatore Alfieri |                  |

#### Classifica
| Pos. | Squadra         | Pt | G  | V  | N  | P  | GF | GS | DR  |
| ---- | --------------- | -- | -- | -- | -- | -- | -- | -- | --- |
| 1.   | Inter           | 57 | 26 | 16 | 9  | 1  | 60 | 18 | +42 |
| 2.   | Milan           | 52 | 26 | 16 | 4  | 6  | 76 | 33 | +43 |
| 3.   | Chievo          | 45 | 26 | 12 | 9  | 5  | 37 | 22 | +15 |
| 4.   | Udinese         | 44 | 26 | 12 | 8  | 6  | 43 | 29 | +14 |
| 5.   | Atalanta        | 41 | 26 | 11 | 8  | 7  | 43 | 26 | +17 |
| 6.   | Cesena          | 40 | 26 | 11 | 7  | 8  | 38 | 27 | +11 |
| 7.   | Verona          | 38 | 26 | 10 | 8  | 8  | 35 | 34 | +1  |
| 8.   | Perugia         | 32 | 26 | 7  | 11 | 8  | 33 | 48 | -15 |
| 9.   | Sassuolo        | 31 | 26 | 8  | 7  | 11 | 29 | 38 | -9  |
| 10.  | Pescara         | 29 | 26 | 7  | 8  | 11 | 36 | 50 | -14 |
| 11.  | Brescia         | 25 | 26 | 6  | 7  | 13 | 32 | 49 | -17 |
| 12.  | Cagliari        | 25 | 26 | 5  | 10 | 11 | 26 | 40 | -14 |
| 13.  | Cittadella      | 25 | 26 | 6  | 7  | 13 | 38 | 50 | -12 |
| 14.  | Virtus Lanciano | 9  | 26 | 2  | 3  | 21 | 13 | 75 | -62 |

Legenda:

      Ammesse alla fase finale.
      Ammesse al turno di qualificazione.
Note:

Tre punti a vittoria, uno a pareggio, zero a sconfitta.

#### Risultati
| andata       | 1ª giornata           | ritorno      |
| 30 ago. 2014 |                       | 17 gen. 2015 |
| 2-1          | Brescia-Cesena        | 0-3          |
| 1-3          | Cagliari-Milan        | 0-4          |
| 1-3          | Chievo Verona-Udinese | 1-0          |
| 1-1          | Cittadella-Perugia    | 2-2          |
| 7-0          | Inter-Virtus Lanciano | 4-0          |
| 1-0          | Pescara-Hellas Verona | 3-2          |
| 2-2          | Sassuolo-Atalanta     | 1-2          |

| andata       | 4ª giornata              | ritorno      |
| 27 set. 2014 |                          | 21 feb. 2015 |
| 1-0          | Cesena-Atalanta          | 0-1          |
| 2-1          | Cittadella-Chievo Verona | 1-1          |
| 1-1          | Hellas Verona- Sassuolo  | 2-2          |
| 4-0          | Milan-Pescara            | 7-2          |
| 0-7          | Perugia-Inter            | 1-2          |
| 3-1          | Udinese-Brescia          | 2-1          |
| 2-3          | Virtus Lanciano-Cagliari | 0-1          |

| andata       | 7ª giornata             | ritorno      |
| 25 ott. 2014 |                         | 14 mar. 2015 |
| 1-1          | Atalanta-Cittadella     | 2-1          |
| 3-0          | Cagliari-Pescara        | 1-4          |
| 0-0          | Cesena-Udinese          | 1-3          |
| 1-4          | Hellas Verona-Milan     | 2-2          |
| 1-0          | Inter-Chievo Verona     | 2-2          |
| 2-1          | Sassuolo-Brescia        | 1-0          |
| 0-2          | Virtus Lanciano-Perugia | 0-0          |

| andata       | 10ª giornata           | ritorno      |
| 22 nov. 2014 |                        | 18 apr. 2015 |
| 3-2          | Atalanta-Hellas Verona | 1-0          |
| 0-0          | Chievo Verona-Cagliari | 1-0          |
| 4-1          | Cittadella-Pescara     | 3-2          |
| 2-2          | Inter-Brescia          | 1-1          |
| 0-0          | Perugia-Udinese        | 2-1          |
| 2-1          | Sassuolo-Cesena        | 0-1          |
| 1-6          | Virtus Lanciano-Milan  | 1-4          |

| andata       | 13ª giornata           | ritorno      |
| 13 dic. 2014 |                        | 16 mag. 2015 |
| 2-2          | Brescia-Perugia        | 2-2          |
| 1-0          | Cagliari-Atalanta      | 1-5          |
| 3-1          | Cesena-Virtus Lanciano | 1-3          |
| 2-1          | Hellas Verona-Inter    | 1-1          |
| 4-0          | Milan-Chievo Verona    | 0-3          |
| 0-0          | Pescara-Sassuolo       | 2-2          |
| 2-1          | Udinese-Cittadella     | 1-1          |

| andata       | 2ª giornata                   | ritorno      |
| 13 set. 2014 |                               | 24 gen. 2015 |
| 1-3          | Atalanta-Inter                | 1-1          |
| 0-0          | Cesena-Cagliari               | 1-1          |
| 1-1          | Hellas Verona-Brescia         | 2-1          |
| 4-0          | Milan-Cittadella              | 3-2          |
| 1-0          | Perugia-Sassuolo              | 1-0          |
| 2-2          | Udinese-Pescara               | 2-1          |
| 0-5          | Virtus Lanciano-Chievo Verona | 0-2          |

| andata      | 5ª giornata              | ritorno      |
| 4 ott. 2014 |                          | 28 feb. 2015 |
| 1-2         | Atalanta-Milan           | 2-0          |
| 0-1         | Cagliari-Udinese         | 3-3          |
| 2-1         | Chievo Verona-Perugia    | 1-2          |
| 3-0         | Cesena-Hellas Verona     | 3-1          |
| 2-0         | Inter-Cittadella         | 4-0          |
| 2-2         | Pescara-Brescia          | 2-2          |
| 3-0         | Sassuolo-Virtus Lanciano | 0-0          |

| andata      | 8ª giornata             | ritorno     |
| 1 nov. 2014 |                         | 4 apr. 2015 |
| 0-1         | Brescia-Virtus Lanciano | 3-1         |
| 1-1         | Chievo Verona-Atalanta  | 1-1         |
| 1-1         | Cittadella-Cagliari     | 2-1         |
| 3-1         | Milan-Cesena            | 1-1         |
| 2-3         | Perugia-Hellas Verona   | 3-1         |
| 0-2         | Pescara-Inter           | 0-1         |
| 2-4         | Udinese-Sassuolo        | 5-0         |

| andata       | 11ª giornata                  | ritorno     |
| 29 nov. 2014 |                               | 2 mag. 2015 |
| 2-1          | Brescia-Cittadella            | 3-2         |
| 1-2          | Cagliari-Sassuolo             | 0-0         |
| 1-1          | Cesena-Inter                  | 0-0         |
| 2-0          | Hellas Verona-Virtus Lanciano | 4-0         |
| 7-1          | Milan-Perugia                 | 2-2         |
| 0-0          | Pescara-Chievo Verona         | 0-3         |
| 1-1          | Udinese-Atalanta              | 1-0         |

| andata       | 3ª giornata              | ritorno      |
| 20 set. 2014 |                          | 31 gen. 2015 |
| 4-0          | Atalanta-Virtus Lanciano | 3-0          |
| 0-2          | Brescia-Milan            | 0-5          |
| 0-1          | Cagliari-Hellas Verona   | 0-0          |
| 3-0          | Chievo Verona-Cesena     | 1-1          |
| 3-1          | Inter-Udinese            | 1-1          |
| 3-1          | Pescara-Perugia          | 1-1          |
| 2-0          | Sassuolo-Cittadella      | 0-3          |

| andata       | 6ª giornata             | ritorno     |
| 18 ott. 2014 |                         | 7 mar. 2015 |
| 2-0          | Brescia-Cagliari        | 1-4         |
| 3-1          | Chievo Verona-Sassuolo  | 2-1         |
| 0-4          | Cittadella-Cesena       | 1-2         |
| 1-4          | Milan-Inter             | 1-2         |
| 0-4          | Perugia-Atalanta        | 0-0         |
| 1-0          | Pescara-Virtus Lanciano | 5-0         |
| 0-1          | Udinese-Hellas Verona   | 0-1         |

| andata      | 9ª giornata                 | ritorno      |
| 8 nov. 2014 |                             | 11 apr. 2015 |
| 2-1         | Brescia-Atalanta            | 0-3          |
| 2-2         | Cagliari-Perugia            | 1-1          |
| 3-0         | Cesena-Pescara              | 2-0          |
| 0-0         | Hellas Verona-Chievo Verona | 0-0          |
| 1-0         | Inter-Sassuolo              | 3-1          |
| 3-3         | Udinese-Milan               | 1-0          |
| 2-2         | Virtus Lanciano-Cittadella  | 1-5          |

| andata      | 12ª giornata             | ritorno     |
| 6 dic. 2014 |                          | 9 mag. 2015 |
| 1-1         | Atalanta-Pescara         | 2-3         |
| 1-0         | Chievo Verona-Brescia    | 2-1         |
| 2-3         | Cittadella-Hellas Verona | 0-2         |
| 3-0         | Inter-Cagliari           | 1-1         |
| 1-3         | Perugia-Cesena           | 2-1         |
| 1-0         | Sassuolo-Milan           | 1-4         |
| 0-3         | Virtus Lanciano-Udinese  | 0-2         |

### Girone C

#### Allenatori
| Squadra   | Allenatore                                                             |         | Squadra                                      | Allenatore     |
| --------- | ---------------------------------------------------------------------- | ------- | -------------------------------------------- | -------------- |
| Avellino  | Claudio Luperto                                                        |         | Lazio                                        | Simone Inzaghi |
| Bari      | Corrado Urbano                                                         | Livorno | Ezio Gelain (1ª-13ª) Luciano Bruni (14ª-26ª) |                |
| Catania   | Giovanni Pulvirenti                                                    | Napoli  | Giampaolo Saurini                            |                |
| Crotone   | Giuseppe Tortora                                                       | Palermo | Giovanni Bosi                                |                |
| Empoli    | Mario Cecchi                                                           | Roma    | Alberto De Rossi                             |                |
| Frosinone | Roberto Sesena                                                         | Ternana | Fabrizio Durante                             |                |
| Latina    | Mark Iuliano (1ª-13ª) Paolo Negro (14ª-17ª) Andrea Chiappini (18ª-26ª) | Vicenza | Massimo Beghetto                             |                |

#### Classifica
| Pos. | Squadra   | Pt | G  | V  | N  | P  | GF | GS | DR  |
| ---- | --------- | -- | -- | -- | -- | -- | -- | -- | --- |
| 1.   | Roma      | 61 | 26 | 19 | 4  | 3  | 68 | 25 | +43 |
| 2.   | Bari      | 55 | 26 | 17 | 4  | 5  | 50 | 33 | +17 |
| 3.   | Lazio     | 55 | 26 | 17 | 4  | 5  | 74 | 27 | +47 |
| 4.   | Palermo   | 48 | 26 | 15 | 3  | 8  | 47 | 30 | +17 |
| 5.   | Empoli    | 48 | 26 | 13 | 9  | 4  | 55 | 25 | +30 |
| 6.   | Catania   | 48 | 26 | 14 | 6  | 6  | 46 | 31 | +15 |
| 7.   | Napoli    | 43 | 26 | 11 | 10 | 5  | 43 | 30 | +13 |
| 8.   | Livorno   | 35 | 26 | 11 | 2  | 13 | 39 | 40 | -1  |
| 9.   | Latina    | 33 | 26 | 10 | 3  | 13 | 40 | 39 | +1  |
| 10.  | Ternana   | 24 | 26 | 7  | 3  | 16 | 38 | 55 | -17 |
| 11.  | Frosinone | 23 | 26 | 7  | 2  | 17 | 18 | 61 | -43 |
| 12.  | Vicenza   | 19 | 26 | 5  | 4  | 17 | 34 | 69 | -35 |
| 13.  | Crotone   | 17 | 26 | 4  | 5  | 17 | 20 | 46 | -26 |
| 14.  | Avellino  | 7  | 26 | 2  | 1  | 23 | 14 | 75 | -61 |

Legenda:

      Ammesse alla fase finale.
      Ammesse al turno di qualificazione.
Note:

Tre punti a vittoria, uno a pareggio, zero a sconfitta.

#### Risultati
| andata       | 1ª giornata       | ritorno      |
| 30 ago. 2014 |                   | 17 gen. 2015 |
| 1-0          | Avellino-Empoli   | 0-6          |
| 1-1          | Crotone-Napoli    | 2-3          |
| 0-1          | Latina-Bari       | 0-1          |
| 5-1          | Lazio-Vicenza     | 6-1          |
| 0-2          | Livorno-Roma      | 1-1          |
| 3-0          | Palermo-Frosinone | 1-2          |
| 1-2          | Ternana-Catania   | 0-1          |

| andata       | 4ª giornata     | ritorno      |
| 27 set. 2014 |                 | 21 feb. 2015 |
| 0-2          | Bari-Empoli     | 1-1          |
| 1-2          | Crotone-Latina  | 2-0          |
| 0-5          | Frosinone-Lazio | 0-4          |
| 2-1          | Livorno-Palermo | 0-2          |
| 1-1          | Napoli-Ternana  | 2-1          |
| 4-1          | Roma-Avellino   | 1-0          |
| 0-2          | Vicenza-Catania | 1-2          |

| andata       | 7ª giornata      | ritorno      |
| 25 ott. 2014 |                  | 14 mar. 2015 |
| 0-2          | Avellino-Palermo | 0-6          |
| 3-1          | Bari-Crotone     | 0-0          |
| 1-1          | Catania-Napoli   | 0-3          |
| 1-0          | Empoli-Livorno   | 3-2          |
| 0-3          | Frosinone-Roma   | 0-4          |
| 3-2          | Lazio-Latina     | 1-0          |
| 2-3          | Vicenza-Ternana  | 3-3          |

| andata       | 10ª giornata     | ritorno      |
| 22 nov. 2014 |                  | 18 apr. 2015 |
| 3-4          | Bari-Roma        | 1-5          |
| 4-1          | Catania-Avellino | 5-0          |
| 0-2          | Crotone-Livorno  | 1-2          |
| 4-1          | Latina-Ternana   | 1-4          |
| 3-1          | Lazio-Palermo    | 0-1          |
| 4-0          | Napoli-Frosinone | 1-0          |
| 2-4          | Vicenza-Empoli   | 1-2          |

| andata       | 13ª giornata      | ritorno      |
| 13 dic. 2014 |                   | 16 mag. 2015 |
| 2-3          | Avellino-Bari     | 0-4          |
| 1-1          | Empoli-Napoli     | 3-0          |
| 1-1          | Frosinone-Catania | 1-4          |
| 0-1          | Livorno-Latina    | 1-3          |
| 6-1          | Palermo-Vicenza   | 2-0          |
| 3-0          | Roma-Crotone      | 4-0          |
| 0-2          | Ternana-Lazio     | 3-4          |

| andata       | 2ª giornata       | ritorno      |
| 13 set. 2014 |                   | 24 gen. 2015 |
| 3-2          | Bari-Livorno      | 2-1          |
| 1-0          | Catania-Latina    | 2-0          |
| 1-0          | Empoli-Crotone    | 2-2          |
| 2-1          | Frosinone-Ternana | 1-2          |
| 2-1          | Napoli-Lazio      | 3-1          |
| 4-0          | Roma-Palermo      | 2-0          |
| 1-0          | Vicenza-Avellino  | 3-2          |

| andata      | 5ª giornata      | ritorno      |
| 4 ott. 2014 |                  | 28 feb. 2015 |
| 0-2         | Avellino-Livorno | 1-1          |
| 1-1         | Catania-Crotone  | 1-0          |
| 1-1         | Empoli-Frosinone | 5-0          |
| 1-1         | Latina-Napoli    | 2-2          |
| 2-2         | Lazio-Roma       | 3-0          |
| 3-2         | Ternana-Palermo  | 0-1          |
| 3-4         | Vicenza-Bari     | 0-2          |

| andata      | 8ª giornata       | ritorno     |
| 1 nov. 2014 |                   | 4 apr. 2015 |
| 1-2         | Crotone-Avellino  | 2-1         |
| 5-0         | Latina-Vicenza    | 2-2         |
| 3-0         | Lazio-Catania     | 3-3         |
| 6-0         | Livorno-Frosinone | 0-1         |
| 0-0         | Napoli-Bari       | 2-0         |
| 1-1         | Palermo-Empoli    | 0-4         |
| 2-5         | Ternana-Roma      | 1-2         |

| andata       | 11ª giornata      | ritorno     |
| 29 nov. 2014 |                   | 2 mag. 2015 |
| 0-3          | Avellino-Lazio    | 0-8         |
| 1-1          | Empoli-Catania    | 1-1         |
| 3-1          | Frosinone-Crotone | 0-1         |
| 2-1          | Livorno-Vicenza   | 3-1         |
| 2-1          | Palermo-Latina    | 4-3         |
| 0-0          | Roma-Napoli       | 1-2         |
| 2-3          | Ternana-Bari      | 0-1         |

| andata       | 3ª giornata        | ritorno      |
| 20 set. 2014 |                    | 31 gen. 2015 |
| 0-1          | Avellino-Frosinone | 0-1          |
| 0-3          | Catania-Roma       | 5-0          |
| 3-2          | Crotone-Vicenza    | 0-1          |
| 2-0          | Latina-Empoli      | 0-2          |
| 1-2          | Lazio-Bari         | 0-2          |
| 1-1          | Palermo-Napoli     | 2-0          |
| 2-3          | Ternana-Livorno    | 1-3          |

| andata       | 6ª giornata      | ritorno     |
| 18 ott. 2014 |                  | 7 mar. 2015 |
| 0-3          | Crotone-Lazio    | 1-3         |
| 1-5          | Frosinone-Latina | 0-1         |
| 1-2          | Livorno-Catania  | 1-2         |
| 2-2          | Napoli-Vicenza   | 0-3         |
| 2-2          | Palermo-Bari     | 0-1         |
| 2-1          | Roma-Empoli      | 3-1         |
| 3-1          | Ternana-Avellino | 1-0         |

| andata      | 9ª giornata       | ritorno      |
| 8 nov. 2014 |                   | 11 apr. 2015 |
| 0-2         | Avellino-Napoli   | 2-7          |
| 4-2         | Bari-Catania      | 1-3          |
| 5-0         | Empoli-Ternana    | 4-1          |
| 0-1         | Frosinone-Vicenza | 3-1          |
| 0-3         | Livorno-Lazio     | 0-4          |
| 1-0         | Palermo-Crotone   | 3-0          |
| 3-0         | Roma-Latina       | 4-1          |

| andata      | 12ª giornata    | ritorno     |
| 6 dic. 2014 |                 | 9 mag. 2015 |
| 4-0         | Bari-Frosinone  | 2-0         |
| 0-1         | Catania-Palermo | 0-2         |
| 0-0         | Crotone-Ternana | 0-2         |
| 2-0         | Latina-Avellino | 2-0         |
| 1-1         | Lazio-Empoli    | 2-2         |
| 1-2         | Napoli-Livorno  | 1-2         |
| 1-1         | Vicenza-Roma    | 0-5         |

## Statistiche

### Record stagionali (fase a gironi)
- Maggior numero di vittorie: Fiorentina e Roma (19)
- Maggior numero di vittorie in casa: Fiorentina (11)
- Maggior numero di vittorie in trasferta: Roma (10)
- Minor numero di vittorie: Avellino e Virtus Lanciano (2)
- Minor numero di vittorie in casa: Avellino, Varese e Virtus Lanciano (1)
- Minor numero di vittorie in trasferta: Avellino, Cagliari, Modena e Virtus Lanciano (1)
- Maggior numero di pareggi: Perugia (11)
- Maggior numero di pareggi in casa: Perugia (7)
- Maggior numero di pareggi in trasferta: Cagliari (7)
- Minor numero di pareggi: Avellino e Spezia (1)
- Minor numero di pareggi in casa: Avellino, Bari, Fiorentina, Juventus e Spezia (0)
- Minor numero di pareggi in trasferta: Palermo (0)
- Maggior numero di sconfitte: Avellino (23)
- Maggior numero di sconfitte in casa: Avellino (12)
- Maggior numero di sconfitte in trasferta: Avellino e Virtus Lanciano (11)
- Minor numero di sconfitte: Inter (1)
- Minor numero di sconfitte in casa: Inter (0)
- Minor numero di sconfitte in trasferta: Pro Vercelli (0)
- Miglior attacco: Milan (76 gol fatti)
- Peggior attacco: Virtus Lanciano (13 gol fatti)
- Miglior difesa: Inter (18 gol subiti)
- Peggior difesa: Avellino e Virtus Lanciano (75 gol subiti)
- Miglior differenza reti: Lazio (+47)
- Peggior differenza reti: Virtus Lanciano (−62)
- Miglior serie positiva: Inter (13: dalla 14ª alla 26ª giornata)
- Maggior numero di vittorie consecutive: Inter (9: dalla 1ª alla 9ª giornata)
- Maggior numero di pareggi consecutivi: Napoli (6: dalla 3ª alla 8ª giornata)
- Maggior numero di sconfitte consecutive: Genoa (10: dalla 15ª alla 24ª giornata)
- Partita con maggior numero di gol: Sampdoria-Genoa 7-3 (21ª giornata)
- Partita con maggiore scarto di gol: Lazio-Avellino 8-0 (24ª giornata)

### Classifica marcatori
| Gol | Rigori |  | Giocatore          | Squadra    |
| --- | ------ |  | ------------------ | ---------- |
| 26  | 7      |  | Sadiq Umar         | Spezia     |
| 18  | 1      |  | Simone Palombi     | Lazio      |
| 17  | 4      |  | Antonino La Gumina | Palermo    |
| 17  | 1      |  | Vito Leonetti      | Bari       |
| 16  | 5      |  | Giulio Bizzotto    | Cittadella |
| 16  | 5      |  | Andrea Di Grazia   | Catania    |
| 16  | 2      |  | Gabriele Moncini   | Cesena     |
| 16  | 2      |  | George Pușcaș      | Inter      |
| 15  | 5      |  | Arthur Kevin Yamga | Chievo     |
| 14  | 4      |  | Luca Clemenza      | Juventus   |

## Turno di qualificazione alla fase finale
Le otto squadre che accedono a questa fase sono accoppiate tra loro in un tabellone che prevede la disputa di sei gare a turno unico.
In ogni gara, le squadre meglio classificate nel girone eliminatorio hanno il diritto di disputare la partita in casa. Le due squadre vincenti le semifinali accedono alla fase finale.
La miglior terza sfiderà la seconda miglior quinta (incontro 1); la miglior quarta sfiderà la seconda miglior quarta (incontro 2); la seconda miglior terza sfiderà la miglior quinta (incontro 3); la peggior terza sfiderà la peggior quarta (incontro 4). Successivamente, la vincente dell'incontro 1 sfiderà la vincente dell'incontro 2, la vincente dell'incontro 3 sfiderà la vincente dell'incontro 4.

### Squadre qualificate
- Spezia  - 3ª classificata girone A (seconda miglior terza)
- Juventus  - 4ª classificata girone A (miglior quarta)
- Sampdoria  - 5ª classificata girone A (seconda miglior quinta)
- Chievo  - 3ª classificata girone B (peggior terza)
- Udinese  - 4ª classificata girone B (peggior quarta)
- Lazio  - 3ª classificata girone C (miglior terza)
- Palermo  - 4ª classificata girone C (seconda miglior quarta)
- Empoli  - 5ª classificata girone C (miglior quinta)

### Quarti di finale
- Gare a turno unico: 23 maggio 2015.

| Squadra 1 | Risultato | Squadra 2 |
| --------- | --------- | --------- |
| Lazio     | 2-0       | Sampdoria |
| Juventus  | 1-2       | Palermo   |
| Spezia    | 1-0       | Empoli    |
| Chievo    | 3-2       | Udinese   |

### Semifinali
- Gare a turno unico: 30 maggio 2015.

| Squadra 1 | Risultato     | Squadra 2 |
| --------- | ------------- | --------- |
| Lazio     | 2-2 (8-7 dcr) | Palermo   |
| Spezia    | 2-0           | Chievo    |

## Fase finale
La fase finale del Campionato Primavera si disputerà dal 9 al 16 giugno 2015, a Chiavari, Genova e Savona, per la prima volta nella storia in Liguria.
Le società vincitrici dei gironi eliminatori e la miglior seconda in assoluto sono considerate teste di serie e non possono incontrarsi tra loro nei quarti di finale.
Le società teste di serie e le altre quattro società finaliste sono accoppiate fra loro mediante sorteggio libero, formando un tabellone che determina anche gli accoppiamenti delle semifinali.
Le vincenti delle semifinali si contendono nella finale il titolo di Campione d'Italia Primavera TIM 2014/2015 “Trofeo Giacinto Facchetti”.
In caso di parità al termine di ogni singola gara della fase finale, le squadre disputano due tempi supplementari della durata di 15' ciascuno.
Qualora, al termine del secondo tempo supplementare, il punteggio dell'incontro dovesse rimanere ancora in parità, si procede all'esecuzione dei tiri di rigore.

### Squadre qualificate alla fase finale
Teste di serie
- Fiorentina  - 1ª classificata girone A
- Inter  - 1ª classificata girone B
- Roma  - 1ª classificata girone C
- Torino  - 2ª classificata girone A (miglior seconda)

Non teste di serie
- Milan  - 2ª classificata girone B
- Bari  - 2ª classificata girone C
- Spezia  - 3ª classificata girone A (vincitrice spareggi)
- Lazio  - 3ª classificata girone C (vincitrice spareggi)

### Tabellone
|  | Quarti di finale | Quarti di finale | Quarti di finale |              |              | Semifinali   | Semifinali | Semifinali |  |  | Finale | Finale | Finale |  |
|  |                  |                  |                  |              |              |              |            |            |  |  |        |        |        |  |
|  | Roma             | Roma             | 2                |              |              |              |            |            |  |  |        |        |        |  |
|  | Roma             | Roma             | 2                |              |              |              |            |            |  |  |        |        |        |  |
|  | Spezia           | Spezia           | 0                |              |              |              |            |            |  |  |        |        |        |  |
|  | Spezia           | Spezia           | 0                |              | Roma         | Roma         | 0          |            |  |  |        |        |        |  |
|  |                  |                  |                  |              | Roma         | Roma         | 0          |            |  |  |        |        |        |  |
|  |                  |                  | Lazio (dts)      | Lazio (dts)  | 1            |              |            |            |  |  |        |        |        |  |
|  | Lazio (dts)      | Lazio (dts)      | Lazio (dts)      | Lazio (dts)  | 1            | 2            |            |            |  |  |        |        |        |  |
|  | Lazio (dts)      | Lazio (dts)      |                  |              |              |              |            |            |  |  |        |        |        |  |
|  | Inter            | Inter            | 1                |              |              |              |            |            |  |  |        |        |        |  |
|  | Inter            | Inter            | 1                |              | Lazio        | Lazio        | 1 (6)      |            |  |  |        |        |        |  |
|  |                  |                  |                  |              |              |              |            |            |  |  |        |        |        |  |
|  |                  |                  | Torino (dtr)     | Torino (dtr) | 1 (7)        |              |            |            |  |  |        |        |        |  |
|  | Torino (dtr)     | Torino (dtr)     | Torino (dtr)     | Torino (dtr) | 1 (7)        | 3 (4)        |            |            |  |  |        |        |        |  |
|  | Torino (dtr)     | Torino (dtr)     |                  |              |              |              |            |            |  |  |        |        |        |  |
|  | Milan            | Milan            | 3 (3)            |              |              |              |            |            |  |  |        |        |        |  |
|  | Milan            | Milan            | 3 (3)            |              | Torino (dts) | Torino (dts) | 3          |            |  |  |        |        |        |  |
|  |                  |                  |                  |              | Torino (dts) | Torino (dts) | 3          |            |  |  |        |        |        |  |
|  |                  |                  | Fiorentina       | Fiorentina   | 2            |              |            |            |  |  |        |        |        |  |
|  | Bari             | Bari             | Fiorentina       | Fiorentina   | 2            | 1            |            |            |  |  |        |        |        |  |
|  | Bari             | Bari             |                  |              |              |              |            |            |  |  |        |        |        |  |
|  | Fiorentina       | Fiorentina       | 2                |              |              |              |            |            |  |  |        |        |        |  |

### Incontri

#### Quarti di finale
| Arbitro: | Lanza (Nichelino) |

|                            |           |  |
| Verde 7’ (rig.) Ndoj 90+3’ | Marcatori |  |

| Arbitro: | Piscopo (Imperia) |

|                        |           |           |
| Rossi 86’ Palombi 114’ | Marcatori | 60’ Rocca |

| Arbitro: | Giua (Pisa) |

|                                     |                      |                                                                                   |
| Morra 73’ Danza 81’ (rig.)          | Marcatori            | 30’ Mastalli 59’, 98’ Fabbro                                                      |
| Rosso Zenuni Debeljuh Danza Martino | Tiri di rigore 4 – 3 | Crociata (Milan primo a tirare per sorteggio) Vassallo Mastalli Bonanni Mondonico |

| Arbitro: | Mainardi (Bergamo) |

|             |           |                        |
| Damiano 10’ | Marcatori | 34’ Diakhaté 38’ Gondo |

#### Semifinali
| Arbitro: | Illuzzi (Molfetta) |

|  |           |           |
|  | Marcatori | 99’ Rossi |

| Arbitro: | Tardino (Milano) |

|                     |           |                             |
| Morra 50’, 73’, 96’ | Marcatori | 18’ Petriccione 78’ Minelli |

#### Finale
| Arbitro: | Di Martino (Teramo) |

|                                                                                                   |                      |                                                                 |
| Prce 76’                                                                                          | Marcatori            | 8’ Rosso                                                        |
| (Lazio prima a tirare per sorteggio) Prce Silvagni Murgia Palombi Tounkara Condemi Mattia Pollace | Tiri di rigore 6 – 7 | Mantovani Debeljuh Troiani Danza Procopio Fissore Lescano Edera |

## Verdetti
- Torino campione d'Italia Primavera 2014-2015 e ammesso al percorso "Campioni nazionali" della UEFA Youth League 2015-2016.